# Graptomyza spinifera
Graptomyza spinifera är en tvåvingeart som beskrevs av Ian David Whittington 1994. Graptomyza spinifera ingår i släktet Graptomyza och familjen blomflugor.
Artens utbredningsområde är Gabon. Inga underarter finns listade i Catalogue of Life.